# Gerardo Emilio San Clemente Zárate
Gerardo Emilio San Clemente Zárate (Remedios, 1818 - Barcelona, 1880) fue un fotógrafo colombiano. 

## Biografía
Nació en el seno de una adinerada familia colomboespañola. Era hermano de Gatzarieta San Clemente Zárate. 
A la edad de 20 años, Gerardo Emilio conoció a Barón Gros, con quien empezó en Bogotá sus estudios de fotografía. Con él publicó en 1847 Recueil de mémoires et de procédés nouveaux concernant la photographie (Recolección de recuerdos y nuevos procesos relativos a la fotografía).
En 1850, dio a conocer su obra cumbre por vez primera en Bogotá junto con su primer álbum fotográfico panorámico de Medellín.
Desde 1852 hasta 1859, recibió clases de pintura de Luis García Hevia, que le aconsejó que complementase sus estudios de fotografía con la pintura en la Academia de Dibujo y Pintura de Medellín. 
Ésta fue su época más próspera: recorrió España, Francia y los Estados Unidos, tomando fotografías de lo que luego iba a retratar en su pintura. Los motivos más escogidos eran paisajes, atardeceres, amanecidas y esculturas. Al volver a Colombia, decidió exponer fuera del país cada uno de sus trabajos, para darse a conocer mucho más.
Regresó a Francia en 1874 para presentar su obra: fue tal el éxito que Gerardo planeó presentarla en España y en Nueva York. 
Viajó a España en 1880. Gerardo Emilio se encontraba en uno de los momentos cumbres de su carrera, en una exposición en Barcelona, cuando un grupo de vándalos le dio tal paliza que murió días después en el Hospital de la Santa Cruz.
En 1885, cinco años después de su muerte, se llevó a cabo en Nueva York la exposición que tenía planeada. 

## Obra
Influido por Luis García Hevia y por Barón Gros, Gerardo Emilio San Clemente Zárate fue pionero del uso del flash de relleno (flash de día).
La fotografía de San Clemente Zárate representa lo normal como cotidiano: cuando fotografiaba el paisaje y las esculturas sentía como si cada momento complementara su vida, y que una fotografía no tendría mucho significado sin ser plasmada en pintura. Buscaba una mirada nueva y a un mundo diferente en cada pintura y en cada fotografía.

### Obras destacadas
- Quebrada (1848)

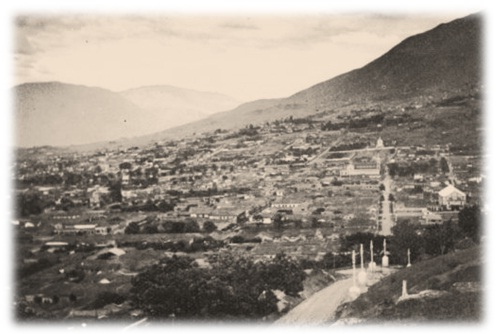
Atardecer en Medellín (1849)
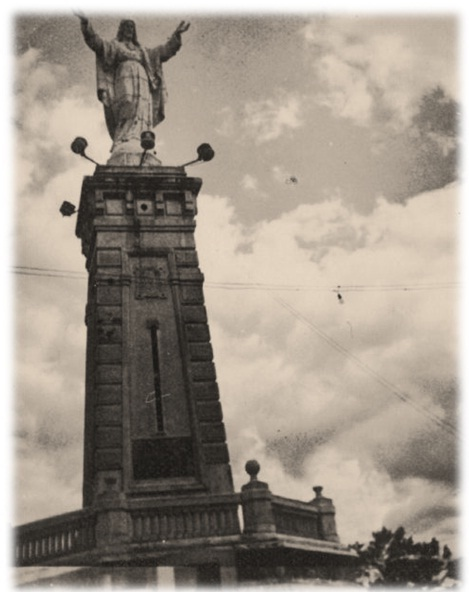
El Salvador (1850)

- Paisaje abejorral Antioquia (1860).

- Lagos primavera (1863)

- 08 de agosto (1870).